# Martin Bengtsson (författare)
Martin Oskar Johan Bengtsson, född 14 mars 1986, är en svensk dramatiker,  författare, fotbollsspelare och  manusförfattare.

## Biografi
Martin Bengtsson inledde en fotbollskarriär i moderklubben IK Sturehov för att senare värvas till den allsvenska fotbollsklubben Örebro SK. Där gjorde han succé, och redan vid 17 års ålder skrev han på ett proffskontrakt med den italienska storklubben Inter. Men bara efter nio månader tog karriären hastigt slut efter att han försökt begå självmord. Han blev efter händelsen inlagd på en psykiatrisk klinik i Milano och bröt kort därefter kontraktet med Inter. Efter flera år av tystnad bestämde sig Bengtsson för att skriva en bok, I skuggan av San Siro, som utgavs 2007, där han skriver om sitt liv, baksidan av de tidiga elitsatsningarna och efterlyser ett genuint engagemang för fotbollsungdomar.
Under åren 2008–2012 var han bosatt i Berlin, där han uppträdde som musiker och performanceartist. Idag (2021) verkar Bengtsson i huvudsak som dramatiker och manusförfattare efter konstnärliga studier vid Akademin Valand i Göteborg och Teaterhögskolan i Malmö. Han är bosatt i Stockholm. 
I augusti 2021 hade filmen Tigrar premiär. Filmen baseras på Martin Bengtssons livsöde, där "Martin", spelad av Erik Enge, som 16-årig fotbollstalang säljs till en italiensk storklubb där barndomsdrömmen förvandlas till en mardröm.

## Familj
Martin Bengtsson är son till radio/tv-producenten och författaren Hans Bengtsson.